# Rio Curralinho
O rio Curralinho é um curso de água que banha o estado do Paraná, no Brasil.